# Pepé Le Pew
Pepé Le Pew ou Pepe Le Gambá é um personagem fictício, criado pela Warner Bros. Entertainment para o universo Looney Tunes. Foi idealizado por Chuck Jones em 1945. De nacionalidade francesa, tem como características o seu mau cheiro peculiar e seu romantismo exacerbado.
Sua musa é a gata Penelope Pussycat, que tem suas costas acidentalmente pintadas de branco, o que a faz parecer-se com uma cangambá fêmea. Ao vê-la, Pepé se apaixona instantaneamente — este sendo o motivo dos desenhos protagonizados pelos dois: a perseguição amorosa de Pepé e a fuga desesperada de Penelope.
Pepe é uma donina-fedorenta (striped skunk), mas é erroneamente chamado de gambá (opossum), um animal que também exala um odor desagradável.
Um dos seus mais memoráveis bordões é a frase "Ela é tímida...", dita frequentemente quando os alvos de seu amor fugiam dele por conta de seu cheiro ruim.

## Críticas
As travessuras do personagem foram criticadas por normalizar a cultura do estupro e perpetuar os estereótipos da cultura francesa..Amber E. George, em seu ensaio ""Pride or Prejudice? Exploring Issues of Queerness, Speciesism, and Disability in Warner Bros. Looney Tunes", (Orgulho ou Preconceito? Explorando Questões de Queerness, Especismo, e Incapacidade em Looney Tunes da Warner Bros.), caracterizou as ações de Pepé em relação a Penelope Pussycat como "assédio sexual, perseguição e abuso" e observou que Pepé qualidades zombam do povo francês e de sua cultura.  Em uma coluna de 2021 no The New York Times, Charles M. Blow escreveu que Pepé "normalizou a cultura do estupro".    O comediante Dave Chappelle, em seu filme de stand-up Killin 'Them Softly de 2000, chamou-o de estuprador.
Em 7 de março de 2021, foi anunciado que Pepé Le Pew foi removido de Space Jam: A New Legacy e ele não retornará em projetos futuros da Warner Bros., tornando-o o primeiro personagem Looney Tunes da história a ser banido de projetos futuros.

Mark Evanier observou que mesmo o co-criador de Pepé, Michael Maltese "não (...) gostava muito dele", e relatou a afirmação de Maltese de que os desenhos animados posteriores do Pepé foram o resultado do sucesso do primeiro; Evanier também observou que quando incluiu uma participação especial de Pepé no roteiro de uma história em quadrinhos publicada pela  Gold Key Comics em 1975, ele soube que não existia nenhum model sheet do Pepé e que um representante da Warner Brothers disse que "não havia interesse suficiente naquele personagem".

## Filme cancelado
Em outubro de 2010, foi relatado que Mike Myers daria a voz de Pepé Le Pew em um longa-metragem de live-action baseado no personagem, embora nenhuma informação sobre este projeto tenha surgido desde então. Em julho de 2016, foi revelado na San Diego Comic-Con que Max Landis estava escrevendo um longa-metragem Pepé Le Pew para a Warner Bros. Não houve nenhuma informação nova desde então devido a alegações de agressão sexual contra Landis em 2017, e um relatório de que Pepe não apareceria nas próximas produções da Warner Bros. deixa o futuro do filme em dúvidas. Mesmo depois do relatório, Pepé fez uma aparição no episódio 7 "Yakko Amakko" da 2ª temporada do revival Animaniacs.